# 水子

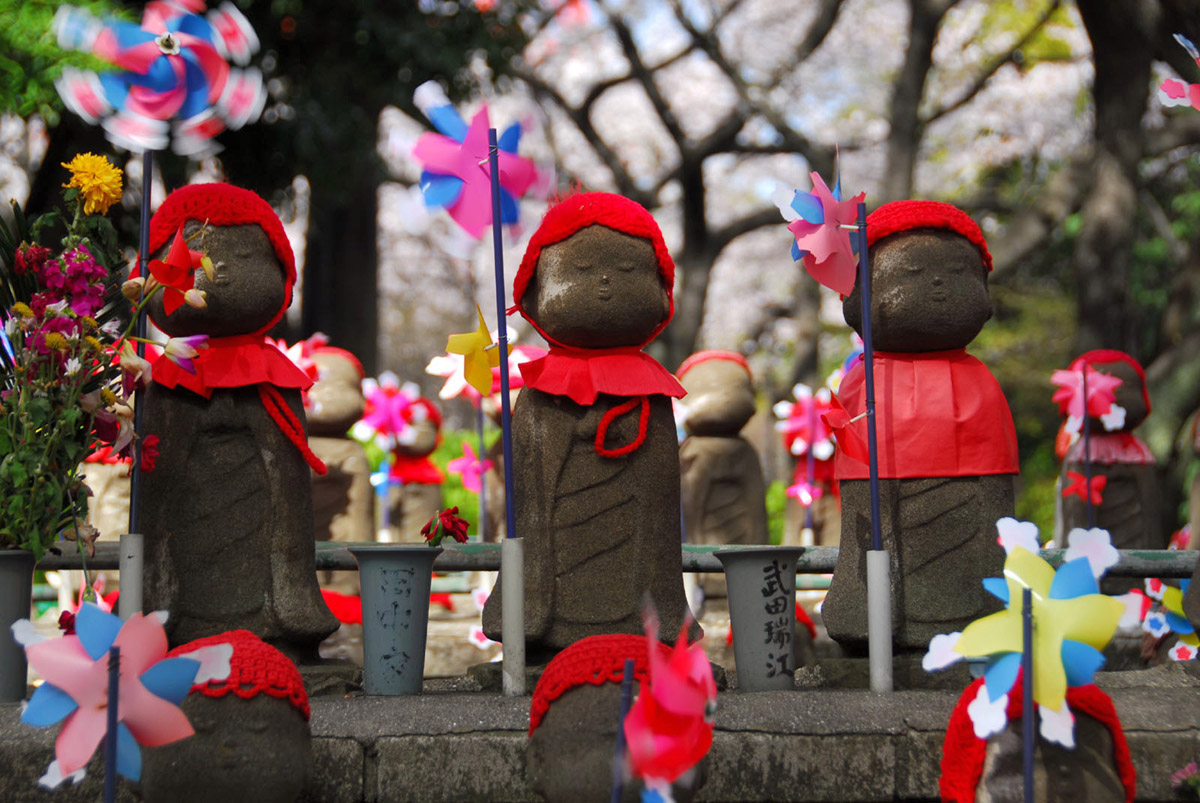
水子地蔵。亡くなった胎児を回向するために建てた地蔵菩薩像。

水子（みずこ）は、生まれてあまり日のたたない子、あかごのこと。特に夭折した新生児や流産または人工妊娠中絶により死亡した胎児のことを指す。泡子とも。水子という呼び名は、生まれて間もなく海に流された日本神話の神・水蛭子より転じたものとされる。

## 水子塚
水子塚とは間引きされた新生児と堕胎された胎児を弔う墓のことである。寛政5年（1793年）に松平定信が東京都墨田区の本所回向院に建てた境内の水子塚が発祥とされる。

## 水子供養
“水子”は本来「すいじ」と読み、元々は死亡した胎児だけでなく乳児期、幼児期に死亡した子供を含む概念に過ぎなかったが、1970年に京都化野念仏寺に水子地蔵が建立されると水子供養の習慣が広まっていき、占い師などが水子の祟りを語って水子供養を売り物にしていった。その背景には、檀家制度が破綻し経営が苦しくなった多くの寺院が経済的利益のために大手墓石業者とタイアップし水子供養を大々的に宣伝し始めたことが大きく影響している。
松浦由美子は、水子供養は新しい現象であり、それが宗教なのか商売なのか、仏教のものであるのか否か、日本の伝統宗教と関係あるのかないのか、中絶した女性に対する癒やしなのか恫喝なのか、あるいは中絶問題の解決になり得るのか否か、といった多彩な視点から国内外の研究者たちの注目を集めてきたと述べている。
水子供養が仏教であるかどうかについては意見が分かれている。仏教学者ウィリアム・R・ラフルーアは、水子供養を完全に仏教の宇宙観の中に位置づけており、近年注目を集めるようになったが、そもそも水子に対する考え方は日本に伝統的に存在してきたものとしている。ラフルーアは中絶した女性の罪悪感へのセラピー効果があり、中絶が社会的に大きな問題になるのを防いでいると考え、高く評価している。その一方、宗教学者R. J. ツヴィ・ヴェルブロウスキーは、水子供養のキーワードは「恐れ、たたり、障り、鎮め」であり、水子供養は追悼儀礼というよりは「鎮めの儀式」で、新宗教的なものであり、新しい現象であると考えている。ヴェルブロウスキーは、産婦人科医と水子供養に関わる寺院の金儲け主義を非難している。同時に、水子供養の癒やしの機能を称賛することは、その最も重要な要素であるたたりと鎮めの側面を無視し、あからさまな商業主義を不問に付すことであると考え、学者も厳しく糾弾している。また、日本研究者ヘレン・ハーデカーは、水子供養を仏教だけではない、神道、修験道、そして新宗教の諸団体に見られる超宗派的な実践と捉えており、かつ1970年代以降の商業的なオカルトブームによって成立した現代的な現象であると主張している。
宗教社会学者の大村英昭は、水子供養は「祟りと鎮め」という民俗的心性の表出の一例とし、新しい現象でありながらも、「日本古来の霊魂観」の表出とみなしている。小松加代子は、現代の水子の観念に、霊的進化を特徴とするニューエイジ的輪廻転生観の影響が見られることを指摘している。